# Nicolas Anelka
Nicolas Sébastien Anelka, född 14 mars 1979 i Versailles, är en fransk före detta  fotbollsspelare med martiniqueskt påbrå.

## Klubbkarriär
Nicolas Anelka kom fram som en av många lovande franska anfallstalanger under den senare delen av 1990-talet. Anelka värvades tidigt till Arsenal FC men trivdes aldrig och efter en lång period av utspel i medier och konflikter med andra spelare i truppen lämnade han klubben för spel i Real Madrid. Han konverterade till Islam under 2004 då han befann sig i Förenade arabemiraten och tog det muslimska namnet Abdul-Salam Bilal.
Nicolas Anelka blev den 11 januari 2008 värvad av Chelsea FC från Bolton för cirka 295 miljoner kronor. När hans kontrakt löpte ut 2012 skrev han på för den kinesiska toppklubben Shanghai Shenhua. Efter en ganska misslyckad sejour för Anelka i kinesiska ligan och Juventus behov av anfallsförstärkningar valde Anelka att söka sig tillbaka till den europeiska fotbollen.  Den 26 januari 2013 blev Anelka utlånad till Juventus säsongen ut.
4 juli 2013 presenterades Anelka som nyförvärv i engelska West Bromwich Albion.
28 december 2013 firade Anelka ett av sina mål i mötet med West Ham med en gest som kallas quenelle. Gesten anses antisemitisk och används av den kontroversielle franske komikern Dieudonné. Anelka kritiserades hårt men försvarade sig med att det bara var en hälsning till vännen Dieudonné och att han inte är antisemit.
I mars 2014 bröt Anelka med Premier League-klubben och West Bromwich meddelade några timmar senare att fransmannen fått sparken.

## Landslagskarriär
Anelka debuterade även tidigt i Frankrikes herrlandslag i fotboll, men har periodvis varit utanför landslaget på grund av sina samarbetssvårigheter med medspelare och tränare. Han var dock med i landslaget i EM i fotboll 2000, EM i fotboll 2004 och under VM i fotboll 2010 då han väckte stor uppståndelse i media när han skickades hem efter bara två matcher efter en konflikt med tränaren Raymond Domenech, som Anelka ska ha kallat för en rad olika glåpord. Efter turneringen stängde det franska fotbollsförbundet av Anelka i 18 landskamper.

## Meriter
Arsenal FC
- Premier League: 1997/1998
- FA-cupen: 1997/1998
- Community Shield: 1998

Real Madrid
- UEFA Champions league: 1999/2000

Paris Saint-Germain FC
- Trophée des Champions: 1995, 1996
- Cupvinnarcupen: 1996
- Intertotocupen: 2001

Chelsea FC
- Premier league: 2009/2010
- FA-cupen: 2008/2009, 2009/2010
- Community Shield: 2009
- (UEFA Champions league: 2011/2012) (lämnade Chelsea under säsongen)

Juventus FC
- Serie A: 2012/2013

Frankrike
- EM-Guld: 2000
- Confederations Cup: 2001, 2003